# Malesherbia ardens
Malesherbia ardens là một loài thực vật có hoa trong họ Lạc tiên. Loài này được J.F. Macbr. mô tả khoa học đầu tiên năm 1927.